# Будност (будизам)
Будност или буђење (такође будинство; пали, санскрт: बोधि bodhi, од budh - будити) је крајњи циљ у будизму. Пробуђење се описује као ослобађање ума уклањањем нечистоћа, уз помоћ мудрости увида.
Када неко, као резултат практиковања Будиног учења, потпуно препозна пролазност, недовољност и несуштастеност свих условљених ствари, каже се да је пробуђен или да је постигао пробуђење. По аутоматизму, тај увид доноси радикалну промену у искуству и понашању. Фрустрација, напетост и страх бивају замењени миром и радошћу. Особа која је пробуђена назива се или Будом или арахатом.
Зен будисти сматрају да сви људи већ имају "будину природу", те је трагање за пробуђењем »јахање магарца у потрази за магарцем«.
Пробуђено стање се такође често назива нирвана.

## Етимологија
Санскритска реч bodhi је апрстрактна именица настала од корена *budh- (у значењу будити, будан), што је повезано са речима bodhati, budhyate (санскрит) и bujjhati (пали). Од речи bodhi је настала и реч sambodhi (самобуђење).
Од санскритског израза sambodhi изведен је јапански будистички термин за буђење, сатори.

## Фактори пробуђења
Буда је означио седам главних психолошких стања која помажу у разумевању стварности, и назвао их седам чинилаца пробуђења (satta bojjhaṅgā). То су:
- свесност (sati),
- истраживање појава (dhamma vicaya),
- енергија (viriya),
- радост (pīti),
- смиреност (passaddhi),
- сабраност (samādhi) и
- спокој (upekkhā).

Свесност омогућује да уочимо појаве и истражимо њихове особине. Радост "додаје крила нашим духовним стремљењима", тако да оно није само непрекидна борба. Смиреност обезбеђује одржавање равнотеже док пролазимо неизбежне успоне и падове. Сабраност држи пажњу и енергију усредсређеном, да не скрећемо с пута. Коначно, спокој смирује ометајуће мисли и емоције, чинећи тако ум јасним, а медитацију лакшом.

## Достизање будности

### Поступно буђење
Буда је читав будистички пут описивао као постепен тренинг, корак по корак, који у једном говору пореди са обалом која није стрма, већ се благо спушта у океан:
Баш као што океан постепено постаје све дубљи, без наглих скокова, исто тако дарма и дисциплина представљају поступан рад, поступно вежбање, поступну праксу. Нема изненадне провале знања.— Буда
Чан учитељ Линчи Јихуан је говорио да се будности постиже неделањем:
У постизању будинства нема места намерном напору. Једини је начин и даље наставити обичне и узбуђења лишене радње: вршити велику и малу нужду, носити одећу, јести оброке и лећи кад се уморите. Прост човек ће вас исмејати, али мудар ће разумети.— Линчи Јихсуан

### Нагло буђење
Почетком 5. века, кинески будистички монах и филозоф Тао-шенг је развио теорију да се будинство постиже наглим пробуђењем. Та теорија је развијена као противност другој, теорији постепеног постизања, по којој се будност постиже само постепеним прибирањем знања и праксе. Тао-шенг је тврдио да свако свесно биће поседује будинску природу, само што не схвата да је има. Зато је нужно да најпре схвати да првобитно у себи има будинску природу, а потом да, учењем и праксом, „сагледа“ властиту будинску природу. То „сагледавање“ јавља се као нагло просветљење, јер се будинска природа не може делити; стога је човек сагледава као целину или је уопште не сагледава.
Заступници наглог буђења, Тао-шенг и Хсије Линг-јин, нису порицали важност знања и праксе, али су тврдили да је њихово прибирање, ма колико било велико, само нека врста припремног рада који је по себи недовољан да се икад постигне будност. Такво постигнуће је тренутан чин, попут скока преко дубоког амбиса. Човек или успешно прескочи, у ком случају стиже на другу страну и тако постигне будност у целости, или не успе у скоку, у ком случају остаје као што је био. Не постоје међукораци. Идеја наглог буђења је постала посебно утицајна у зен будизму.
Зен будисти сматрају да неговање ума, ма колико дуготрајно, само неком врстом припремног рада. Да би се постигла будност, ово култивисање се мора окончати наглим пробуђењем, упоредивим са прескакањем провалије. Када ученик стигне до ивице, тада му учитељ може највише помоћи. На том ступњу чан учитељи су упражњавали метод »штапа или вике«. Чан књижевност изештава о многим случајевима да учитељ ученика, пошто му је задао неки проблем, изненада обаспе ударцима штапа или дреком. Наводе, ако се то учини у правом тренутку, плод ће бити учениково пробуђење.

## Врсте пробуђеника
У будистичкој традицији се сматра да има три врсте бодхија (пробуђеника):
- Будин ученик или слушалац
- издвојени пробуђеник (пачека-буда), што се достиже независно
- бодхи универзални буда (сама-сам-буда), што се стиче независно, али се и објављује другима.[7]

## Описи пробуђења
Кинески ч'ан учитељи често називају пробуђење „виђењем Тао-а“. Они то описују као стање у ком »знање и истина постају неразлучиви, предмети и дух обликују једну целину и нестаје разлика између оног који доживљава и доживљеног«. Пробуђен човек напушта обично знање, које прави разлику између сазнаваоца и предмета сазнања. Но, он није без знања, јер се његово стање разликује од слепе несвесности. То се назива знањем које није знање.
За описивање наглог просветљења ћ'ан учитељи користе метафору »бурету је отпало дно«. Кад се то деси, сва садржина одједном нестаје. На исти начин, кад човек доживи просветљење, сви његови проблеми престају да буду проблеми. Ч'ан учитељи често називају такво просветљење „виђењем Тао-а“. Међутим, постизање пробуђења не повлачи постигнуће ичег другог, што се описује изразом »планина је планина, а река река«. У стању обмане човек види планину као планину, а реку као реку. Међутим, након буђења, човек и даље види планину као планину и реку као реку.

## Тумачења
Чан учитељ Хуангбо Хсијун (умро 847) је говорио:
Ако не схватате не-ум (wu hsin), онда сте везани за предмете и патите од сметњи... Заправо, уопште не постоји будност. Буда је о њој говорио користећи је напросто као средство за васпитање људи, баш као што се жуто лишће може прогласити за златнике да би се зауставио плач деце... Једино што ваља да чините јесте да се отарасите своје старе карме, кад се укаже прилика, и да не стварате нову карму из које ће потећи нове несреће.— Хуангбо Хсијун
Чан учитељ Линчи Јихуан је говорио да се ослобођење постиже убијањем "идола":
Ако желите исправно разумевање, не смете дозволити да вас други обмањују. Треба да убијете све на шта наиђете, било изнутра или споља. Ако сретнете Буду, убијте Буду. Ако сретнете патријархе, убијте патријархе... Тад можете постићи своје ослобођење.— Линчи Јихсуан